# Sugères
Cet article possède un paronyme, voir Surgères.
Sugères est une commune française, située dans le département du Puy-de-Dôme en région d'Auvergne-Rhône-Alpes.

## Géographie

### Localisation

#### Communes limitrophes
Ses communes limitrophes sont : Brousse, Condat-lès-Montboissier, Égliseneuve-des-Liards, Isserteaux, Manglieu, Saint-Jean-des-Ollières et Sauxillanges.

### Climat
Pour des articles plus généraux, voir Climat d'Auvergne-Rhône-Alpes et Climat du Puy-de-Dôme.
En 2010, le climat de la commune est de type climat océanique dégradé des plaines du Centre et du Nord, selon une étude du Centre national de la recherche scientifique s'appuyant sur une série de données couvrant la période 1971-2000. En 2020, Météo-France publie une typologie des climats de la France métropolitaine dans laquelle la commune est exposée à un climat de montagne ou de marges de montagne et est dans la région climatique Nord-est du Massif Central, caractérisée par une pluviométrie annuelle de 800 à 1 200 mm, bien répartie dans l’année.
Pour la période 1971-2000, la température annuelle moyenne est de 10,5 °C, avec une amplitude thermique annuelle de 16,2 °C. Le cumul annuel moyen de précipitations est de 777 mm, avec 9,4 jours de précipitations en janvier et 7,4 jours en juillet. Pour la période 1991-2020, la température moyenne annuelle observée sur la station météorologique de Météo-France la plus proche, « Fayet-le-Château », sur la commune de Fayet-le-Château à 9 km à vol d'oiseau, est de 11,2 °C et le cumul annuel moyen de précipitations est de 889,9 mm,. Pour l'avenir, les paramètres climatiques de la commune estimés pour 2050 selon différents scénarios d'émission de gaz à effet de serre sont consultables sur un site dédié publié par Météo-France en novembre 2022.

## Urbanisme

### Typologie
Au 1er janvier 2024, Sugères est catégorisée commune rurale à habitat dispersé, selon la nouvelle grille communale de densité à sept niveaux définie par l'Insee en 2022.
Elle est située hors unité urbaine. Par ailleurs la commune fait partie de l'aire d'attraction de Clermont-Ferrand, dont elle est une commune de la couronne,. Cette aire, qui regroupe 209 communes, est catégorisée dans les aires de 200 000 à moins de 700 000 habitants,.

### Occupation des sols
L'occupation des sols de la commune, telle qu'elle ressort de la base de données européenne d’occupation biophysique des sols Corine Land Cover (CLC), est marquée par l'importance des territoires agricoles (67,3 % en 2018), une proportion identique à celle de 1990 (67,3 %). La répartition détaillée en 2018 est la suivante : 
prairies (53,5 %), forêts (32,7 %), zones agricoles hétérogènes (13,8 %). L'évolution de l’occupation des sols de la commune et de ses infrastructures peut être observée sur les différentes représentations cartographiques du territoire : la carte de Cassini (XVIIIe siècle), la carte d'état-major (1820-1866) et les cartes ou photos aériennes de l'IGN pour la période actuelle (1950 à aujourd'hui).

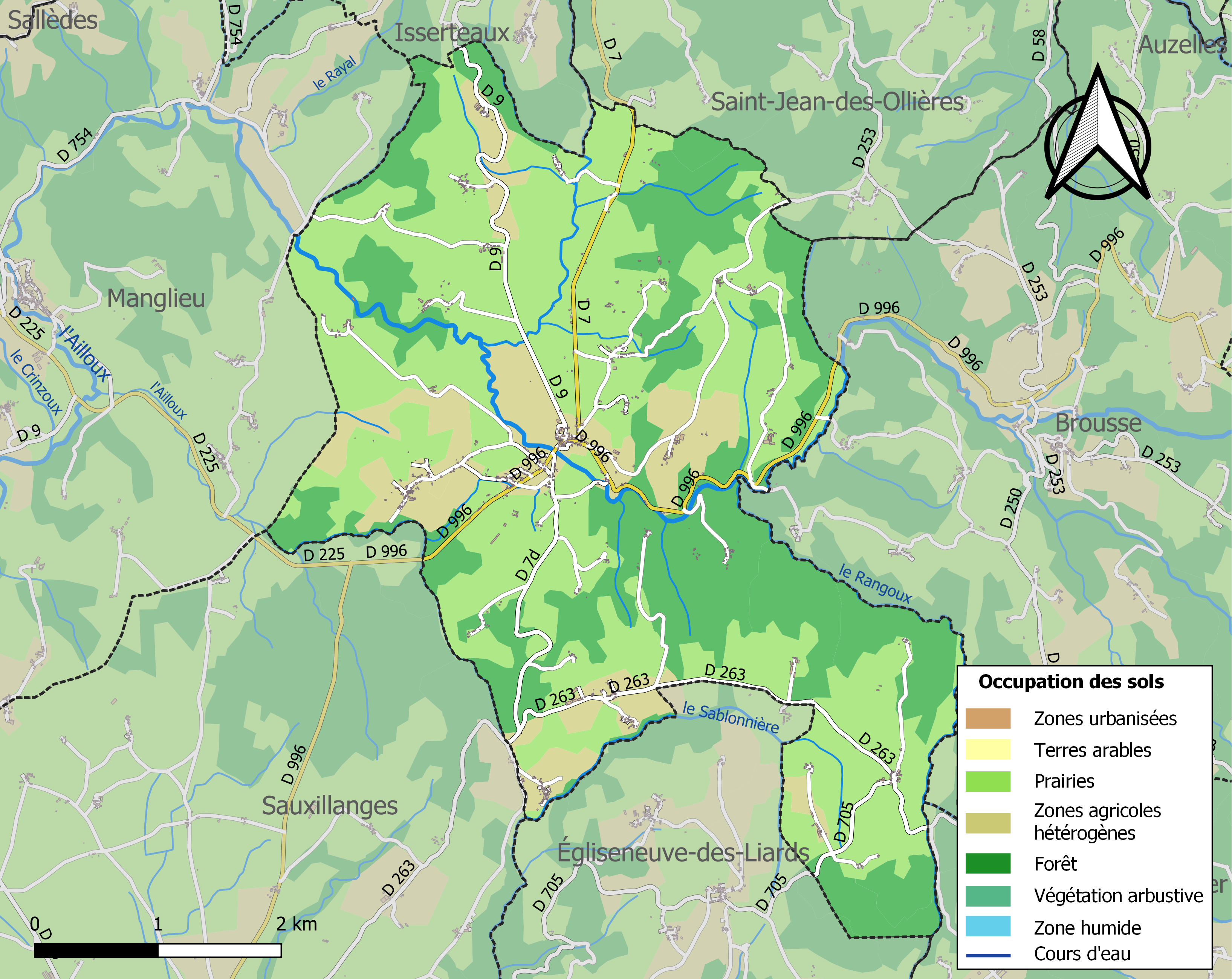
Carte des infrastructures et de l'occupation des sols de la commune en 2018 (CLC).

### Lieux-dits, hameaux et écarts
Ronland, Voron, le Vignal, le Grun, le Petit Fouilloux, Chaumat, les Fayes, Fraisse, Goune, Maisonneuve, Mouchette, le Montel, la Montmorie, Rapillat, Grand-Gaillard, Petit-Gaillard, Lavancie, Lavendie, Brûl-Cul, Malpic, l'Imberdis, Lacot, Jarasson, le Fournial, Buges, Valençon, Pupidon.

### Habitat et logement
En 2018, le nombre total de logements dans la commune était de 408, alors qu'il était de 393 en 2013 et de 387 en 2008.
Parmi ces logements, 65,4 % étaient des résidences principales, 20,4 % des résidences secondaires et 14,2 % des logements vacants. Ces logements étaient pour 97,3 % d'entre eux des maisons individuelles et pour 2,5 % des appartements.
Le tableau ci-dessous présente la typologie des logements à Sugères en 2018 en comparaison avec celle du Puy-de-Dôme et de la France entière. Une caractéristique marquante du parc de logements est ainsi une proportion de résidences secondaires et logements occasionnels (20,4 %) très supérieure à celle du département (10,1 %) et à celle de la France entière (9,7 %). Concernant le statut d'occupation de ces logements, 87,9 % des habitants de la commune sont propriétaires de leur logement (84,3 % en 2013), contre 61,5 % pour le Puy-de-Dôme et 57,5 % pour la France entière.
| Typologie                                               | Sugères | Puy-de-Dôme | France entière |
| ------------------------------------------------------- | ------- | ----------- | -------------- |
| Résidences principales (en %)                           | 65,4    | 79,5        | 82,1           |
| Résidences secondaires et logements occasionnels (en %) | 20,4    | 10,1        | 9,7            |
| Logements vacants (en %)                                | 14,2    | 10,4        | 8,2            |

## Politique et administration

### Rattachements administratifs et électoraux

#### Rattachements administratifs
La commune se trouve depuis 1974 dans l'arrondissement d'Issoire du département du Puy-de-Dôme.
Elle faisait partie de 1801 à 1974  du canton de Saint-Dier-d'Auvergne, année où elle intègre le canton de Sauxillanges. Dans le cadre du redécoupage cantonal de 2014 en France, cette circonscription administrative territoriale a disparu, et le canton n'est plus qu'une circonscription électorale.

#### Rattachements électoraux
Pour les élections départementales, la commune fait partie depuis 2014 du canton de Brassac-les-Mines
Pour l'élection des députés, elle fait partie de la quatrième circonscription du Puy-de-Dôme.

### Intercommunalité
Sugères était membre de la petite  communauté de communes du Pays de Sauxillanges, un établissement public de coopération intercommunale (EPCI) à fiscalité propre créé fin 1999 et auquel la commune avait transféré un certain nombre de ses compétences, dans les conditions déterminées par le code général des collectivités territoriales.
Dans le cadre des dispositions de la loi portant nouvelle organisation territoriale de la République du 7 août 2015, qui prévoit que les établissements publics de coopération intercommunale (EPCI) à fiscalité propre doivent avoir un minimum de 15 000 habitants, cette intercommunalité a fusionné avec sept autres structures intercommunales  pour former, le 1er janvier 2017, la communauté d'agglomération dénommée Agglo Pays d'Issoire, dont est désormais membre la commune.

### Liste des maires
| Période                                  | Période                        | Identité            | Étiquette | Qualité                      |
| ---------------------------------------- | ------------------------------ | ------------------- | --------- | ---------------------------- |
| Les données manquantes sont à compléter. |                                |                     |           |                              |
| mars 1989                                | 2014                           | Jean-Marc Lecocq    | UMP       |                              |
| mars 2014                                | mai 2020                       | Gérard Cheynoux     |           | Gérant d'entreprise          |
| mai 2020                                 | mai 2022                       | Jean-Pierre Prunier |           | Retraité Mort en fonction    |
| octobre 2022                             | En cours (au 16 décembre 2022) | Christophe Geneix   |           | Chargé d’études commerciales |

## Population et société

### Démographie
L'évolution du nombre d'habitants est connue à travers les recensements de la population effectués dans la commune depuis 1793. Pour les communes de moins de 10 000 habitants, une enquête de recensement portant sur toute la population est réalisée tous les cinq ans, les populations de référence des années intermédiaires étant quant à elles estimées par interpolation ou extrapolation. Pour la commune, le premier recensement exhaustif entrant dans le cadre du nouveau dispositif a été réalisé en 2007.

En 2022, la commune comptait 632 habitants, en évolution de +4,12 % par rapport à 2016 (Puy-de-Dôme : +2,1 %, France hors Mayotte : +2,11 %).
| 1793  | 1800  | 1806  | 1821  | 1831  | 1836  | 1841  | 1846  | 1851  |
| ----- | ----- | ----- | ----- | ----- | ----- | ----- | ----- | ----- |
| 1 623 | 1 500 | 1 409 | 1 588 | 1 591 | 1 595 | 1 628 | 1 550 | 1 643 |

| 1856  | 1861  | 1866  | 1872  | 1876  | 1881  | 1886  | 1891  | 1896  |
| ----- | ----- | ----- | ----- | ----- | ----- | ----- | ----- | ----- |
| 1 641 | 1 597 | 1 616 | 1 550 | 1 534 | 1 361 | 1 363 | 1 218 | 1 234 |

| 1901  | 1906  | 1911  | 1921 | 1926 | 1931 | 1936 | 1946 | 1954 |
| ----- | ----- | ----- | ---- | ---- | ---- | ---- | ---- | ---- |
| 1 166 | 1 117 | 1 052 | 877  | 798  | 775  | 740  | 613  | 542  |

| 1962 | 1968 | 1975 | 1982 | 1990 | 1999 | 2006 | 2007 | 2012 |
| ---- | ---- | ---- | ---- | ---- | ---- | ---- | ---- | ---- |
| 511  | 465  | 456  | 490  | 499  | 506  | 551  | 557  | 605  |

| 2017 | 2022 | - | - | - | - | - | - | - |
| ---- | ---- | - | - | - | - | - | - | - |
| 605  | 632  | - | - | - | - | - | - | - |

### Vie associative
Siège social de la Compagnie de Théâtre itinérant : La Compagnie des Champs, qui travaille au développement culturel sur le territoire du parc naturel régional Livradois Forez depuis 1997[réf. nécessaire].

## Culture locale et patrimoine

### Héraldique
| Blason de Sugères | Blason  | De gueules au lion d'or, mantelé d'azur à la tête de loup d'or accostée de deux couronnes de laurier d'argent, au chevron d'argent brochant sur la partition. |
| Blason de Sugères | Détails | Le statut officiel du blason reste à déterminer. |